# 卑君
卑君（?—?），东汉时车师后部王。他的父亲军就送他到汉朝当人质的儿子。
永兴元年（153年）车师后王阿罗多与戊部侯严皓不和，阿罗多因怒起兵反叛，围攻屯田且固城，杀伤官吏士卒。后部侯炭遮率领其余的人归降汉朝。阿罗多投奔北匈奴。敦煌郡太守宋亮上奏朝廷，请求汉桓帝批准封立卑君为王。卑君为王之后，阿罗多从北匈奴返回，和卑君争夺王位，得到很多车师国人的归附。戊校尉阎详担心阿罗多招引北匈奴，就允许阿罗多重新为王。阿罗多便归降阎详。汉朝改立阿罗多为王，护送卑君回敦煌，将车师后王国三百帐民户给他管辖。